# 拉尔·巴哈杜尔·夏斯特里

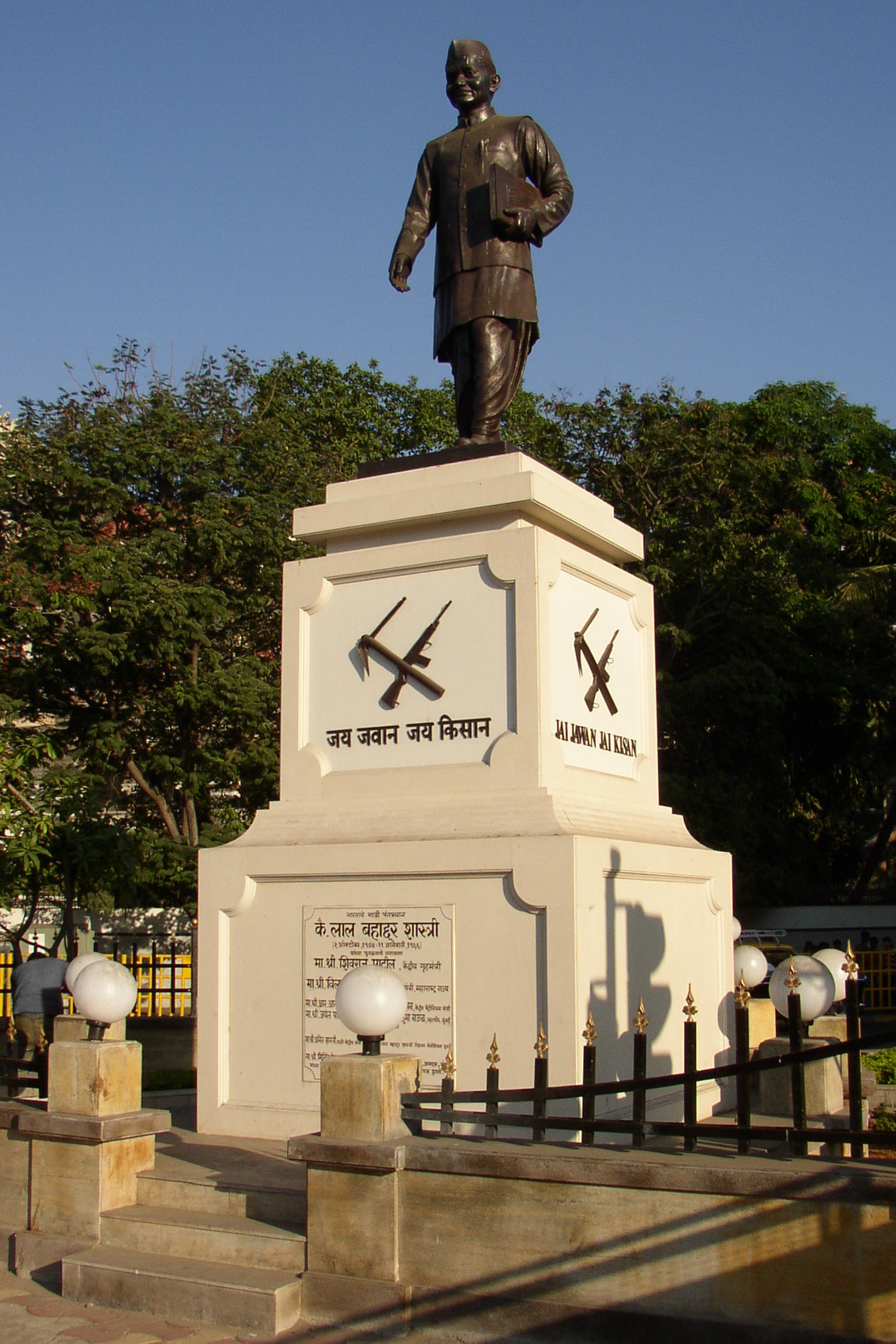
拉尔·巴哈杜尔·夏斯特里雕像

拉尔·巴哈杜尔·夏斯特里（1904年10月2日—1966年1月11日），是一名印度政治家，印度国大党领袖，曾任印度第二任总理。
他在19世纪的20年代开始就加入了印度独立运动，并先后成为了圣雄甘地和印度首任总理贾瓦哈拉尔·尼赫鲁的追随者。在印度独立后他曾先后任铁道部长与内政部长等职。当被选为尼赫鲁的接班人后，夏斯特里继续着尼赫鲁的不结盟及社会主义政策，并在第二次印巴战争中取得胜利，被称为国家英雄。1966年1月11日，夏斯特里在该战争停火协议，《塔什干宣言》签订翌日，因心脏病发於塔什干逝世。他的紀念碑設於Vijay Ghat。
| 前任： 尼赫魯 | 印度总理 1964年-1966年 | 繼任： 甘地夫人 |